# Neurigona georgianus
Neurigona georgianus är en tvåvingeart som beskrevs av Harmston och Frank Hall Knowlton 1963. Neurigona georgianus ingår i släktet Neurigona och familjen styltflugor. Inga underarter finns listade i Catalogue of Life.